# Елагин, Иван Венедиктович
Ива́н Венеди́ктович Ела́гин (настоящая фамилия Матве́ев; 1 декабря 1918 года, Владивосток, РСФСР — 8 февраля 1987 года, Питтсбург, США) — русский поэт, переводчик и педагог второй волны эмиграции. Сын футуриста Венедикта Марта, внук владивостокского краеведа Николая Матвеева-Амурского.

## Биография
Отец-футурист дал ему при рождении экзотическое имя Уотт-Зангвильд-Иоанн. Мать — медик (фельдшер) Серафима (Сима) Лесохина, еврейка  из раввинского рода. Елагин приходился двоюродным братом поэтессе Новелле Матвеевой, дочери его дяди Н. Н. Матвеева. От данного при рождении отцом экзотического имени осталось только прозвище «Залик», до конца жизни во всех документах он фигурировал как Иван Матвеев.
В 1919 году Сима Лесохина попала в психиатрическую лечебницу Петрограда, где оставалась до конца жизни, умерла во время блокады; ребёнок вывезен отцом из Владивостока в Харбин. В 1923 году семья вернулась в советскую Россию, в 1928 году Венедикт Март за ресторанную драку получает три года ссылки в Саратов без права возвращения в Москву, а будущий поэт Елагин на некоторое время оказался среди беспризорников.
Иван-Зангвильд после средней школы поступил в Киевский медицинский институт, окончил 3 курса. В 1937 году женился на молодой поэтессе Ольге Штейнберг, более известной под псевдонимом Анстей.
В июне 1937 года Венедикт Март был повторно арестован и в октябре расстрелян по обвинению в шпионаже в пользу Японии. Елагин об этом не знал и до конца жизни оставался уверенным, что отца расстреляли летом 1938-го.
В 1940 году Иван ездил в Ленинград, чтобы получить напутствие от Анны Ахматовой. Этой короткой встрече поэт позднее посвятил стихотворение «Я никогда не верил…» и поэму «Память». Первой публикацией Ивана Матвеева (январь 1941) стал авторизованный перевод стихотворения Максима Рыльского «Концерт».
В годы Великой Отечественной войны продолжал жить в Киеве вместе с женой.

Никто не смог дать окончательный ответ: как так вышло, что Матвеевы не эвакуировались, а остались в Киеве и «оказались под немцами». Наверняка — не нарочно, не потому, что не верили советской пропаганде и считали сообщения о немецком истреблении евреев очередной ложью ТАСС. Иван, недоучившийся врач из Второго медицинского, работал на «скорой помощи», вывозил раненых из пригородов в больницы и едва ли заметил мгновение, когда Киев перестал быть советским <…>

После того, как отгремели страшные взрывы, после Бабьего Яра, в первую зиму немцы открыли два вуза — медицинский институт и консерваторию. Учёба там спасала от Германии. Залик <Иван Елагин> стал посещать занятия в медицинском и дежурить в больнице. Кажется, в акушерском отделении <…>

В 1943 году Иван вместе с женой, находящейся на последнем месяце беременности, ушёл на Запад с отступающими немецкими войсками, странствовал по Европе: Лодзь, Прага, Берлин, после капитуляции Германии перешёл в американскую зону оккупации.

Красная Армия перешла в наступление. Немцы готовились к сдаче Киева. Попадись Иван Матвеев в руки НКВД, ему предъявили бы всего одно обвинение — сотрудничество с оккупантами. И возразить было бы нечего: работал при немцах в роддоме — значит, сотрудничал<…>

Находился вместе с женой в лагерях для перемещённых лиц (DP camp, от англ. Displaced Person — перемещённое лицо). Затем поселился в Мюнхене. Там же в 1947 году был издан первый поэтический сборник «По дороге оттуда», подписанный псевдонимом Елагин, выбранным под влиянием Блока (стихотворение «На островах»).
С 1950 года жил в США. Работал на радиостанции «Свобода», одновременно с этим обучался в Колумбийском, далее в Нью-Йоркском университете. Преподавал в колледже Миддлбери.
Перевод эпической поэмы Стивена Винсента Бене «Тело Джона Брауна» принёс Елагину в 1969 году степень доктора в Нью-Йоркском университете, а в 1970 году он защитил диссертацию и стал профессором Питтсбургского университета, где преподавал русскую литературу.
Стихи Елагина публиковались почти в каждом номере «Нового журнала» с 1961 по 1987 год, а также в альманахе «Перекрёстки» (позднее «Встречи»); его переводы из американской поэзии печатались в каждом номере журнала «Диалог — США» до 1988, изредка в журнале «Америка». От изданной в 1959 году книги «Политические фельетоны в стихах» поэт позднее отказывался как от «заказной».
31 декабря 1971 года Елагин вместе с семьёй попал в автокатастрофу по дороге из Чикаго. В аварии все остались живы, но Елагин больше месяца провёл в больнице. Этому событию он посвятил стихотворение «Наплыв», в котором звучат ключевые для понимания его творчества слова: «во времени, а не в пространстве».
К середине 1980-х годов здоровье поэта сильно ухудшилось, он быстро уставал, терял в весе. Сильно снизилось зрение. Летом 1985 года он угодил в больницу, где диагностировали диабет. Но более серьёзная причина недомогания вскрылась лишь год спустя: рак поджелудочной железы. Елагин отказался от активного лечения, включая всевозможные «колдовские» средства, но в конце 1986 года его всё же уговорили попробовать новый метод, разработанный Филадельфийским медицинским институтом — введение моноклонных антител.
Терапия, хоть и принесла временное облегчение, спасти поэта или хотя бы дать заметную отсрочку не смогла. Утром 8 февраля 1987 года Иван Елагин скончался в Питтсбурге. Григорий Климов вывел его под именем Серафима Аллилуева в романе «Имя моё легион».

## Семья
С Ольгой Анстей у Елагина было две дочери — Инна (8 октября 1943 года — 11 января 1944 года) и Елена (родилась 8 января 1945 года в Берлине, крещена там же 2 февраля).
В 1950 году, после переезда в США, Ольга Анстей ушла от Елагина к Борису Филиппову. Сам Елагин женился во второй раз 19 апреля 1958 года на Ирине Даннхайзер («Елочке»), в этом браке у него родился сын Сергей (1967).